# Філіп Ерюлен
Філіп Луї Едме Марі Франсуа Ерюлен (фр. Philippe Louis Edmé Marie François Erulin; 1932 – 1979) — французький військовий офіцер. Найбільш відомий як полковник-комендант 2-го іноземного парашутно-десантного полку, який керував військовою інтервенцією в Заїрі під час військового конфлікту у провінції Шаба 1978 року проти повстанців Фронту національного визволення Конго (FLNC).
Його полк здобув успіх у битві під Колвезі, результатом якої було врятування заручників, яких утримували повстанці FLNC. Проте пізніше Ерюлена звинуватили у застосуванні тортур під час війни в Алжирі; звинувачення, яке залишається необґрунтованим і спірним. Походив із родини відомих офіцерів і військових традицій.

## Раннє життя
Його дід, підполковник Луї-Жозеф Ерюлен, а також його батько, підполковник Андре Ерюлен, були офіцерами, обидва закінчили військову школу Сен-Сір і брали участь у світовій війні. Його батько отримав Воєнний хрест 1939—1945, Військовий хрест іноземних театрів бойових дій, медаль Опору з розеткою та був удостоєний командора ордена Почесного легіону. Він був убитий в Індокитаї в 1951 році.

## Військова кар'єра
З 29 вересня 1952 до січня 1955 року Філіп Ерюлен пройшов курс школи застосування в піхоті (фр. École d’application de l’infanterie). Він був призначений до 1-го парашутно-десантного полку. Служив з 1954 по 1959 року спочатку в Боні, потім у Філіпвілі, у званні лейтенанта.
Брав участь в Алжирській війні та операції «Мушкетер» (операція з вторгнення в Єгипет). В Алжирі він командував відділом, який служив переважно в Оресі та Кабілії. Був двічі поранений, один раз тяжко. У віці 26 років він отримав звання кавалера ордена Почесного легіону.
Він брав участь у битві за Алжир у 1957 році. 10 червня 1957 року разом з Андре Шарбоньє, заарештували Моріса Одена, алжирського комуніста, партія якого брала участь у збройній боротьбі проти французів.
Він був призначений до 6-ї роти 153-го мотопіхотного полку у Боні в Алжирі та прийняв командування ротою 1 червня 1962 року. Полк був репатрійований 4 січня 1963 року з Алжиру і став механізованим і розміщений у гарнізоні в Мюцигу.
1 липня 1964 року його направили до головного штабу 6-ї механізованої бригади.
2 серпня 1966 року він був призначений начальником відділу якості в оперативне бюро 3-го іноземного піхотного полку в Дієго-Суарес на Мадагаскарі, а також у штаб генерального штабу полку. 1 липня 1968 року він отримав звання шеф-де-батайон. Репатрійований наприкінці відрядження 12 серпня 1968 року він був направлений до дев'ятої адміністративної районної роти.
У листопаді він приєднався до інспекції піхоти, а потім 1 вересня 1970 року став частиною 84-ї вищої військової школи.

#### Суперечки щодо ймовірних актів тортур
Анрі Аллег, комуністичний активіст, директор газети Республіканський Алжир (фр. Alger républicain), який був затриманий відразу після Одена в тій самій операції, звинуватив Шарбоньє та Ерюлена в тому, що вони катували його за наказом капітана Роже Фолка. Він опублікував у 1958 році у газеті La Question (фр. La Question) свідчення про тортури під час війни за незалежність Алжиру.
П'єр Відаль-Наке (фр. Pierre Vidal-Naquet) повідомив про свідчення Жоржа Хаджада, іншого комуністичного бойовика, який стверджував, що бачив лейтенанта Ерюлена та інших офіцерів з Оденом у приміщенні, де останнього катували. Усі військові заперечували тортури.
У 2014 році журналіст Жан-Шарль Деньо, який отримав нерозкриті теми генерала Поля Оссаресса, підтвердив, що Одена та Аллега катували, але не згадував Філіпа Ерюлена як мучителя цих двох останніх.

### Командант 2еРЕП
9 липня 1976 року Філіп Ерюлен прийняв командування 2-м іноземним парашутно-десантним полком у Кальві в званні полковника.

#### Битва під Колвезі
17 травня 1976 року президент Франції Валері Жискар д'Естен ухвалилв рішення про операцію в Заїрі, де повстанці Катанги вчиняли масові вбивства та захоплювали заручників.
19 травня 1978 року Ерюлен висадився на чолі 700 парашутистів, організованих двома хвилями поблизу міста Колвезі. Місто, яке складалося з 2000 цивільних європейців (переважно бельгійців і французів), було звільнено після жорстоких боїв із повстанцями. Полк зазнав втрат 5 осіб, 20 легіонерів було поранено. 6 червня президент Заїру Мобуту Сесе Секо нагородив полковників Іва Гру (військовий аташе Заїру) і Філіпа Ерюлена. Франко-бельгійська інтервенція дозволила зміцнити його режим.
7 червня військові повернулися до Кальві. Наступного тижня Валері Жискар д'Естен відвідав їх, щоб привітати з операцією під час церемонії озброєння в Бастії. Під командуванням Ерюлена під час цієї битви служили, зокрема, Бенуа Пюга, Бруно Дарі та Анте Готовіна.
У липні 1978 року був призначений до штабу EMAT французької армії. Він помер 26 вересня 1979 року від розриву аневризми в Парижі.

### Військова кар'єра
- 29 вересня 1952 — висунення Французького союзу EMSIA
- 01.02.1953 — капрал
- 01.04.1953 р. — сержант
- 01.10.1954 р. — су-лейтенант
- Жовтень 1959 — квітень 1960 — піхотна прикладна школа Сен-Мексента (1-ша рота, 2-й відділ)
- 20 січня 1955 — призначений до 1-го парашутно-десантного полку в Боні, тоді Філіпвіль
- 01.10.1956 — лейтенант
- 01.04.1961 — капітан
- 1 червня 1962 року отримав командування 6-ю ротою 153-го мотострілецького полку.
- 1963—1964 рр. — комендант 1-ї роти 153-го мотопіхотного полку.
- 01.07.1968 — шеф-де-батайон
- 01.10.1973 р. — підполковник
- 01.07.1976 — полковник
- 1 липня 1976 року отримав командування 2-м іноземним парашутно-десантним полком.

### Визнання та відзнаки
- Командор ордена Почесного легіону (1978)
- Офіцер ордена Почесного легіону (1975)
- Кавалер ордена Почесного легіону (1959)
- Хрест за військову доблесть
- Хрест бійця
- Закордонна медаль з графом «Заїр»
- Кавалер ордена Сільськогосподарських заслуг
- Пам'ятна медаль за операції на Близькому Сході (1956)
- Пам'ятна медаль «Операції безпеки та порядку в Північній Африці» з графом «Алжир» (1958)
- Медаль «За військове поранення» (2 зірки)
- Бронзова медаль молодості та спорту
- Хрест військової хоробрості Заїру з пальмою.